# Caperonia gardneri
Caperonia gardneri är en törelväxtart som beskrevs av Johannes Müller Argoviensis. Caperonia gardneri ingår i släktet Caperonia och familjen törelväxter. Inga underarter finns listade i Catalogue of Life.